# Riley McGree
Riley Patrick McGree (Gawler, 2 de novembro de 1998) é um futebolista australiano que atua como meia-atacante. Atualmente joga pelo Middlesbrough.
Nascido em Gawler, McGree começou sua carreira no Gawler, FFSA NTC e Adelaide United antes de iniciar sua carreira profissional no Adelaide United em 2016. Ele ingressou no Club Brugge da primeira divisão belga em 2017 e passou dois períodos de empréstimo na Austrália com Newcastle Jets e Melbourne City antes de retornar ao Adelaide United.

## Inicio da carreira
McGree nasceu e foi criado em Gawler, ao norte de Adelaide. Ele se juntou ao Gawler Eagles FC aos quatro anos de idade.

## Carreira no clube

### Adelaide United
McGree fez sua estreia pelo Adelaide United na A-League em 19 de março de 2016 em um empate contra o Western Sydney Wanderers. Ele estreou pelo clube na derrota para o Redlands United em partida válida pela FFA Cup de 2016 em 3 de agosto de 2016, tendo sido convocado das categorias de base do clube. Duas semanas depois, McGree assinou um contrato profissional de um ano com Adelaide. McGree marcou seu primeiro gol pelos Reds em sua segunda partida como titular na A-League, em 29 de janeiro de 2017, em um chute da entrada da área no empate contra o o Wellington Phoenix.

### Club Brugge
Depois de impressionar no Adelaide United, inclusive sendo convocado para a seleção australiana, McGree deixou a liga nacional australiana em julho de 2017 para ingressar no clube belga Club Brugge.

#### Empréstimo ao Newcastle Jets
Em 19 de dezembro de 2017, foi anunciado que McGree se juntaria ao Newcastle Jets em um contrato de empréstimo de curto prazo para o restante da temporada 2017–18 da A-League, como um substituto por lesão para Jake Adelson. A transferência seria oficializada em janeiro, sendo que ele deveria ingressar no elenco no final de janeiro, devido aos seus compromissos internacionais no Campeonato da AFC Sub-23 de 2018.
Nas semifinais da A-League daquela temporada, McGree se tornou alvo de atenção internacional após marcar com um chute de escorpião, a qual recebeu indicação ao Prémio FIFA Ferenc Puskás de gol mais bonito do mundo naquele ano.
No final da temporada, McGree voltou ao Club Brugge, embora o Newcastle Jets tentasse contratá-lo por empréstimo mais uma vez.

#### Empréstimo ao Melbourne City
Em junho de 2018, algumas semanas após o anúncio de que McGree voltou ao Club Brugge, ele voltou à A-League, ingressando no Melbourne City por empréstimo de uma temporada.

### Retorno ao Adelaide United
Em 5 de julho de 2019, foi anunciado que McGree retornaria ao Adelaide United por um valor não revelado nas próximas três temporadas. McGree estrelou pelo Adelaide United em sua temporada de volta ao Adelaide United, marcando 10 gols na liga e 3 gols na copa, incluindo um na final da FFA Cup contra o Melbourne City.

### Charlotte FC
Em 5 de outubro de 2020, McGree foi vendido para a franquia de expansão da Major League Soccer, Charlotte FC por um valor não revelado.

#### Empréstimo ao Birmingham City
Imediatamente após ingressar no Charlotte FC, McGree foi emprestado ao Birmingham City. Ele fez sua estreia no Birmingham City em 17 de outubro, como reserva na derrota por 1 a 0 em casa para o Sheffield Wednesday. Duas semanas depois, ele marcou seu primeiro gol dois minutos após o início, fora de casa contra o Preston North End, a partida terminou 2–1 para o Birmingham. McGree terminou a temporada com 15 partidas e seu empréstimo foi renovado até 1º de janeiro de 2022. Ele estreou na liga em 2021-22 em outubro, no lugar do lesionado Tahith Chong e, de acordo com o Birmingham Mail, tornou-se "imprescindível, impressionando com seu ritmo de trabalho, mobilidade, versatilidade e, ultimamente, qualidade." Ele marcou duas vezes e deu duas assistências em 13 partidas da liga antes de seu empréstimo expirar.
Embora se esperasse que McGree retornasse ao Charlotte FC em preparação para sua estreia na MLS, rumores no início de janeiro o vinculavam a uma transferência permanente para o Celtic, comandado por Ange Postecoglou, o técnico que o convocou pela primeira vez para a seleção principal, ou para outro clube da EFL Championship. Ele optou por não ingressar no Celtic, e em 14 de janeiro, assinou pelo Middlesbrough.

### Middlesbrough
McGree assinou um contrato de três anos e meio com o Middlesbrough, clube da EFL Championship, em 14 de janeiro de 2022; o valor não foi revelado. McGree fez sua estreia pelo clube em 12 de fevereiro, saindo do banco durante uma vitória por 4–1 contra o Derby County.

## Carreira internacional
McGree foi convocado para a seleção sub-17 da Austrália em agosto de 2013 para o campeonato sub-16 da AFF de 2013 em Myanmar. Ele marcou um hat-trick na vitória do time na fase de grupos sobre Brunei.
Em março de 2017, McGree foi convocado pela primeira vez para a seleção australiana, para partidas das eliminatórias da Copa do Mundo FIFA de 2018 contra Iraque e Emirados Árabes Unidos.
Em novembro de 2019, ele foi um dos quatro jogadores suspensos pela seleção australiana de futebol sub-23 devido a "conduta não profissional". Os quatro jogadores supostamente maltrataram uma mulher após um encontro íntimo. Como resultado, McGree foi proibido de jogar no próximo Campeonato da AFC Sub-23 de 2020, mas estava livre para ser convocado para sua equipe na Copa do Mundo se a Austrália se classificasse.
McGree fez sua estreia na seleção principal em 3 de junho de 2021, como substituto na vitória por 3 a 0 sobre o Kuwait nas eliminatórias da Copa do Mundo de 2022. Em uma performance de melhor jogador em sua primeira partida, ele deu duas assistências na vitória por 5–1 contra Taipei Chinês, e foi entrou no final da partida quando a Austrália venceu a Jordânia para completar um recorde perfeito na segunda fase de qualificação das eliminatórias. Ele marcou seu primeiro gol internacional para completar a derrota da Austrália por 4 a 0 sobre o Vietnã em 27 de janeiro de 2022 em uma partida válida pela terceira fase das eliminatórias.
| Nº. | Data                  | Local                                               | Oponente | Placar | Resultado | Competição                                      | Ref.   |
| --- | --------------------- | --------------------------------------------------- | -------- | ------ | --------- | ----------------------------------------------- | ------ |
| 1   | 27 de janeiro de 2022 | Melbourne Rectangular Stadium, Melbourne, Austrália | Vietnã   | 4–0    | 4–0       | Eliminatórias para a Copa do Mundo FIFA de 2022 | [ 33 ] |

## Títulos
Adelaide United
- A-League Premiership: 2015–16
- Copa FFA: 2019